# Hôn nhân cùng giới ở Thái Lan
Hôn nhân cùng giới đã chính thức được công nhận tại Thái Lan kể từ ngày 23 tháng 1 năm 2025. Luật hôn nhân cùng giới được chính phủ của Thủ tướng Srettha Thavisin và các đảng đối lập lớn ủng hộ đã được giới thiệu trước Quốc hội Thái Lan vào tháng 11 năm 2023. Nó đã được thông qua bởi Hạ viện với 400 phiếu thuận và 10 phiếu chống vào ngày 27 tháng 3 năm 2024, và được Thượng viện thông qua với 130 phiếu thuận và 4 phiếu chống vào ngày 18 tháng 6. Luật này đã nhận được sự phê chuẩn của Quốc vương Vajiralongkorn và được công bố trên Công báo Hoàng gia vào ngày 24 tháng 9 năm 2024. Luật có hiệu lực từ ngày 23 tháng 1 năm 2025, 120 ngày sau khi được ban hành. Các cuộc khảo sát cho thấy một phần lớn người dân Thái Lan ủng hộ việc công nhận hợp pháp hôn nhân cùng giới.
Trước đây, Thái Lan không công nhận bất kỳ các hình thức kết hợp nào của các cặp đôi cùng giới. Luật này đã thay thế các thuật ngữ "nam và nữ" và "chồng và vợ" trong Bộ luật Dân sự và Thương mại bằng các từ "cá nhân" và "bạn đời", và cũng cho phép các cặp đôi cùng giới nhận nuôi con chung. Trước đó, một số dự luật về quan hệ đối tác dân sự và hôn nhân cùng giới đã được giới thiệu tại Quốc hội nhưng không thành công. Thái Lan trở thành quốc gia đầu tiên ở Đông Nam Á, thứ hai ở châu Á sau Đài Loan và thứ 38 trên thế giới hợp pháp hóa hôn nhân cùng giới.

## Kết hợp dân sự
Vào tháng 12 năm 2012, chính phủ của Thủ tướng Yingluck Shinawatra đã thành lập một ủy ban để soạn thảo luật hỗ trợ cho việc công nhận hợp pháp hóa mỗi quan hệ của các cặp đôi cùng giới dưới hình thức kết hợp dân sự. Đến ngày 8 tháng 2 năm 2013, Cục Bảo vệ Quyền và Tự do và Ủy ban về Các vấn đề Pháp lý, Tư pháp và Nhân quyền của Quốc hội đã tổ chức buổi điều trần công khai đầu tiên về dự luật quan hệ kết hợp dân sự, được soạn thảo bởi chủ tịch ủy ban, Viroon Phuensaen. Đến năm 2014, dự luật đã nhận được sự ủng hộ từ cả hai đảng, nhưng bị đình trệ do tình hình chính trị bất ổn trong nước. Khoảng nửa cuối năm 2014, các phương tiện truyền thông đã đưa tin rằng một dự luật gọi là Luật Quan hệ Kết hợp Dân sự (tiếng Thái: พระราชบัญญัติคู่ชีวิต, đã Latinh hoá: Phra Ratcha Banyat Khuchiwit) sẽ được trình lên Quốc hội do chính quyền quân sự bổ nhiệm. Dự luật này cung cấp cho các cặp đôi cùng giới một số quyền lợi tương tự như hôn nhân giữa các cặp đôi khác giới, nhưng bị chỉ trích vì đã tăng độ tuổi tối thiểu từ 17 lên 20 và không bao gồm quyền nhận con nuôi.
Năm 2017, các quan chức chính phủ đã phản hồi tích cực đến một đơn kiến nghị có chữ ký của 60.000 người kêu gọi hợp pháp hóa kết hợp dân sự. Pitikan Sithidej, tổng cục trưởng Cục Bảo vệ Quyền và Tự do, xác nhận rằng bà đã nhận được kiến nghị và "sẽ làm mọi cách" để đưa nó được thông qua càng sớm càng tốt. Bộ Tư pháp Thái Lan sau đó đã được triệu tập vào ngày 4 tháng 5 năm 2018 để bắt đầu thảo luận về dự thảo luật quan hệ kết hợp dân sự, có tên là Dự luật Đăng ký Quan hệ Đời sống Cùng giới. Theo đề xuất, các cặp đôi cùng giới sẽ có thể đăng ký là "đối tác đời sống" và sẽ được cấp một số quyền lợi của hôn nhân. Dự luật đã được thảo luận trong các buổi điều trần công khai từ ngày 12 đến 16 tháng 11, trong đó có khoảng 98% người tham gia cho biết ủng hộ biện pháp này. Chính phủ cũng đã phê duyệt dự luật vào ngày 25 tháng 12 năm 2018. Vào ngày 8 tháng 7 năm 2020, chính phủ mới được hình thành sau cuộc bầu cử năm 2019 đã phê duyệt một bản dự thảo mới của dự luật và trình lên Quốc hội.
Vào ngày 14 tháng 2 năm 2023, quận Dusit của Băng Cốc đã trở thành khu vực đầu tiên ở Thái Lan cấp chứng nhận quan hệ đối tác (Thai: ใบรับการแจ้งชีวิตคู่, bairap kan chaeng chiwit khu) cho các cặp đôi cùng giới. Các chứng nhận này không có giá trị pháp lý nhưng có thể được sử dụng như văn bản chứng minh mối quan hệ. Quận này cũng thông báo rằng sẽ sử dụng các chứng nhận này để ước tính sơ bộ số lượng cặp đôi cùng giới trong khu vực mong muốn kết hôn.

## Quan điểm công chúng

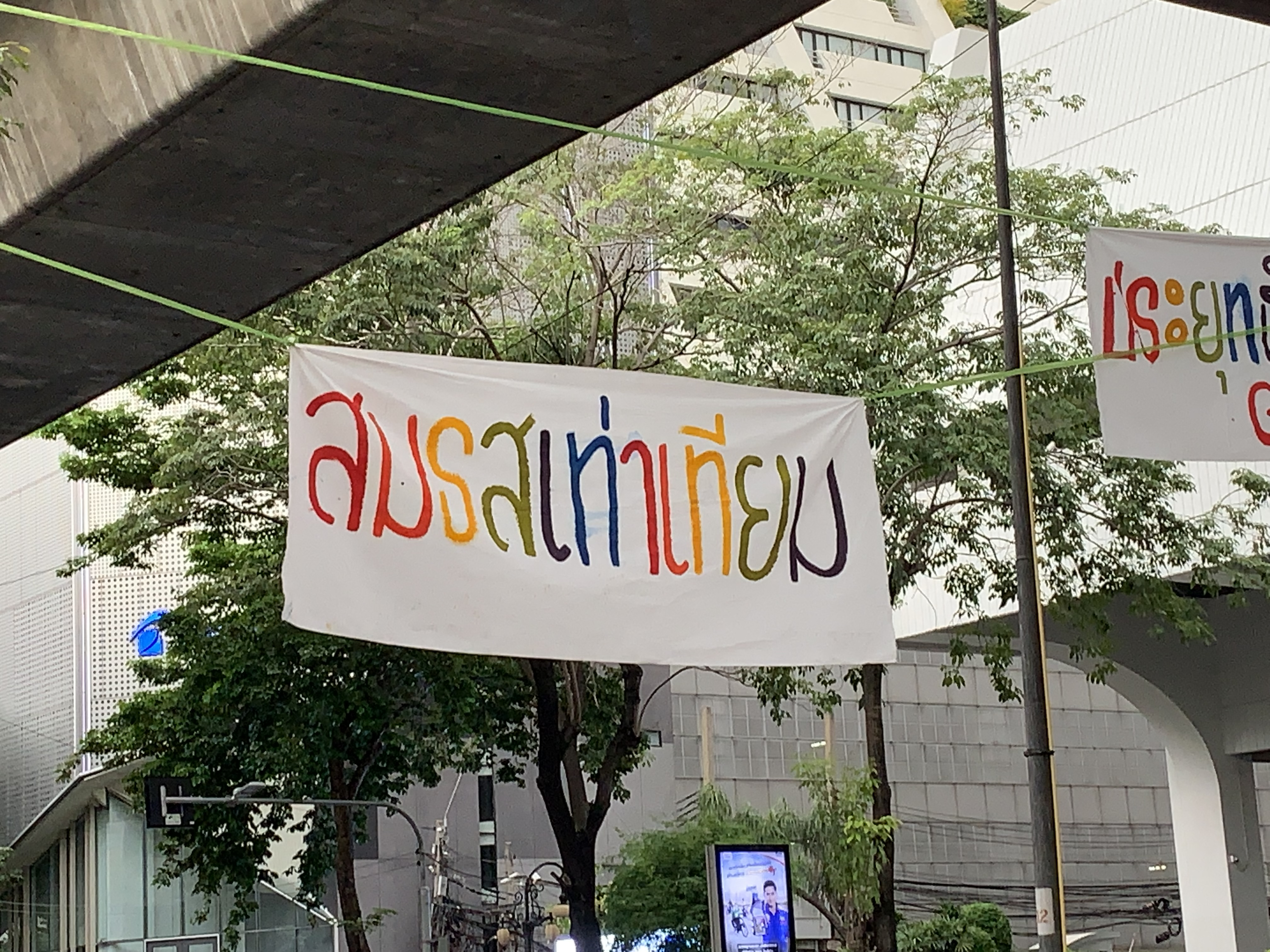
Một biểu ngữ với dòng chữ "สมรสเท่าเทียม" ("bình đẳng hôn nhân" trong tiếng Thái; một khẩu hiệu kêu gọi hợp pháp hóa hôn nhân cùng giới ở Thái Lan) tại Bangkok Pride 2022

Các cuộc thăm dò ý kiến ở Thái Lan đều cho thấy đa số người dân ủng hộ việc công nhận hôn nhân cùng giới.
Theo cuộc thăm dò năm 2019 của YouGov trên 1.025 người, 63% người Thái ủng hộ việc hợp pháp hóa quan hệ bạn đời cùng giới, 11% phản đối và 27% chọn không trả lời. 69% người từ 18 đến 34 tuổi ủng hộ quan hệ bạn đời dân sự và 10% phản đối. Việc hợp pháp hóa được 56% người trong độ tuổi từ 35 đến 54 ủng hộ (33% phản đối) và 55% người từ 55 tuổi trở lên ủng hộ (13% phản đối). 66% người có bằng đại học ủng hộ (10% phản đối) và 57% những người không có bằng đại học ủng hộ (12% phản đối). 68% người thu nhập cao ủng hộ quan hệ bạn đời dân sự (7% phản đối) và 55% người thu nhập thấp ủng hộ (13% phản đối). 68% phụ nữ ủng hộ (7% phản đối) và 57% nam giới ủng hộ (14% phản đối).
Theo cuộc thăm dò năm 2022 của Viện Quản lý Phát triển Quốc gia (N.I.D.A.), 93% người Thái chấp nhận bạn bè hoặc đồng nghiệp không dị tính, 91% chấp nhận một thành viên gia đình không dị tính và 80% ủng hộ hôn nhân cùng giới. Theo Phó Thủ tướng Thái Lan Somsak Thepsuthin, một cuộc khảo sát do chính phủ thực hiện từ ngày 31 tháng 10 đến ngày 14 tháng 11 năm 2023 cho thấy rằng 96,6% người dân Thái Lan ủng hộ dự luật hôn nhân cùng giới.